# 2000年金馬國際影展
2000年金馬國際影展在臺灣台北舉辦，舉辦日期為2000年9月1日至9月15日。。
當時開幕電影為《紐約的秋天》，閉幕電影為《順流逆流》。

## 簡介
參展影片如下：
- 奧達·伊奧塞里安尼《我不想回家》
- 伯恩·依欽格《魔鬼性狂想曲》

## 外部連結
- 金馬國際影展（页面存档备份，存于）